# 渡邉英里子
渡邉 英里子（わたなべ えりこ、旧姓：山田、1978年（昭和53年） - ）は、日本の陶芸家。

## 略歴
- 1978年（昭和53年）、山形県鶴岡市大西町に生れる。
- 1991年（平成3年）、鶴岡市立朝暘第六小学校卒業
- 1994年（平成6年）、鶴岡市立鶴岡第一中学校卒業
- 1997年（平成9年）、山形県立鶴岡北高等学校卒業
  - 松岡窯陶芸教室（羽黒町）に2年間就職
- 2000年（平成12年）、京都市に移住し陶芸家に弟子入りする。
- 2002年（平成14年）、京都府立陶工高等技術専門校入学
- 2003年（平成15年）、同校卒業
- 2004年（平成16年）、京都市内に窯を築き陶芸創作活動を開始。
- 2006年（平成18年）、陶展開催・ギャラリーテラ
- 2006年（平成18年）12月、結婚し渡邉姓となる。

## 主な出典
- 荘内日報 - イングCHOICE＆んめもの - 2007年3月
- 京都画廊連合会ニュース2006年2月号